# محاكاة اجتماعية

سلاسل لعبة ذا سيمز، من أشهر الألعاب التي تتعلق بالتحكم الإجتماعي

لعبة التحكم الاجتماعي (بالإنجليزية: Social simulation game)‏، هي نوع من أنواع ألعاب الفيديو التي تقوم بالتحكم لإنشاء الأسرة أو الأصدقاء وتكوين العلاقات وتحسينها وتطويرها، ومن أشهر ألعاب التحكم الاجتماعي هي سلاسل لعبة ذا سيمز.